# شمس أباد (دزفول)
شمس أباد هي مدينة في مقاطعة دزفول، إيران. عدد سكان هذه المدينة هو 10,858 في سنة 2016.